# کامپو گرانده (الاگواس)
کامپو گرانده (به پرتغالی: Campo Grande) یک منطقهٔ مسکونی در برزیل است که در آلاگواس واقع شده‌است. کامپو گرانده ۱۶۶٫۴۰۴ کیلومتر مربع مساحت و ۹٬۵۶۷ نفر جمعیت دارد.